# Dayo Ade
Dayo Ade, né en 1972, est un acteur canadien. Son rôle le plus connu est celui de Bryant Lister "BLT" Thomas dans les saisons 3-5 de Les Années collège. Il a aussi fait plusieurs apparitions dans des séries comme the Star Trek: Enterprise, dans Alias, dans Scrubs, et dans Charmed. 

## Filmographie
- 1988 : Les Années collège
- 1993 : The Kids in the Hall
- 1995 : Jungleground
- 1995 : Rude
- 1996 : Un tandem de choc
- 1997 : Color of Justice
- 1998 : My Own Country
- 2001 : V.I.P.
- 2001 : Resurrection Blvd.
- 2002 : First Monday
- 2002 : Charmed
- 2002 : Washington Police
- 2003 : The Shield
- 2003 : Boomtown
- 2003 : Shérifs à Los Angeles
- 2004 : Las Vegas
- 2004 : Girlfriends
- 2004 : Le monde de Joan
- 2006 : Phat Girlz
- 2010 : Lost : Les Disparus : Justin
- 2011 : Let Go de Brian Jett
- 2012 : The L.A. Complex
- 2013 - 2014 : Cracked : Leo Beckett

## Référence
1. ↑  The Official 411 Degrassi Generations